# Kyrill von Jerusalem

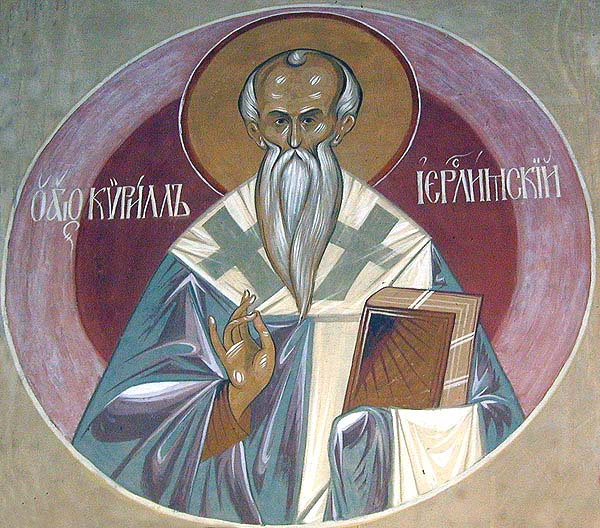
Kyrill von Jerusalem

Der heilige Kyrill von Jerusalem, auch Cyrill (* 313 wahrscheinlich in Jerusalem oder Umgebung; † 18. März 386 in Jerusalem) war von 351 bis zu seinem Tod Bischof von Jerusalem. Er gilt als Kirchenvater der Orthodoxie und Kirchenlehrer der katholischen Kirche sowie als Heiliger.

## Leben
Als Sohn christlicher Eltern wurde Kyrill laut Hieronymus vom heiligen Makarios I., seinem Vorgänger im Bischofsdienst, zum Priester geweiht und genoss als Prediger und Redner in Jerusalem ein hohes Ansehen, weshalb er 351 nach dem Tod von Makarios zum Bischof von Jerusalem bestellt wurde. Er war in die harten Auseinandersetzungen zwischen der rechtgläubigen Altkirche und dem Arianismus verwickelt. Bischof Akakios von Caesarea Maritima beschuldigte ihn, anscheinend wegen einer beim Konzil von Nizäa ungeklärten Rangfrage, des unerlaubten Verkaufs von Kirchengütern zwecks Unterstützung der Gläubigen, so dass er 16 Jahre im Exil verbrachte.
Kyrill ist der Bischof von Jerusalem, dessen Wirken als Liturge und Prediger Egeria in ihrem Reisebericht beschreibt.

## Werke
24 Katechesen – Vorlesungen für den christlichen Unterricht von Taufanwärtern – aus seiner Feder sind uns erhalten geblieben. Sein Hauptthema ist das Glaubensbekenntnis, auf dessen Inhalte er genau eingeht. Unschätzbar sind in diesen Mystagogischen Katechesen die Schilderungen und theologischen Interpretationen der Taufe. Theologisch prägend und viel zitiert wurde seine Definition des „Katholischen“ der Kirche:

„Die Kirche heißt katholisch, weil sie auf dem ganzen Erdkreis, von dem einen Ende bis zum anderen, ausgebreitet ist, weil sie allgemein und ohne Unterlass all das lehrt, was der Mensch von dem Sichtbaren und Unsichtbaren, von dem Himmlischen und Irdischen wissen muss, weil sie das ganze Menschengeschlecht, Herrscher und Untertanen, Gebildete und Ungebildete, zur Gottesverehrung führt, weil sie allgemein jede Art von Sünden, die mit der Seele und dem Leibe begangen werden, behandelt und heilt, endlich weil sie in sich jede Art von Tugend, die es gibt, besitzt, mag sich dieselbe in Werken oder Worten oder in irgendwelchen Gnadengaben offenbaren.“

## Gedenktag
- Katholisch: 18. März (Nicht gebotener Gedenktag im Allgemeinen Römischen Kalender).[4] 1883 wurde er von Papst Leo XIII. zum Kirchenlehrer erhoben.[5]
- Orthodox: 18. März; in der orthodoxen Kirche wird er als Kirchenvater verehrt.
- Evangelisch: 18. März (Gedenktag im Evangelischen Namenkalender der Evangelischen Kirche in Deutschland)
- Anglikanisch: 18. März

## Ausgaben
- W. C. Reischl, J. Rupp: Cyrilli Hierosolymarum Archiepiscopi opera quae supersunt omnia. München 1848; 1860.

## Übersetzungen
- Christa Müller-Kessler, Michael Sokoloff (Hrsg.): The Catechism of Cyril of Jerusalem in the Christian Palestinian Aramaic Version (= A Corpus of Christian Palestinian Aramaic. Vol. 5). Styx, Groningen 1999, ISBN 90-5693-030-3.
- Christa Müller-Kessler, Neue Fragmente zu den Katechesen des Cyrill von Jerusalem im Codex Sinaiticus rescriptusi (Georg. NF 19, 71) mit einem zweiten Textzeugen (Syr. NF 11) aus dem Fundus des St. Katherinenklosters. Oriens Christianus 104, 2021, S. 23–66.